# Dipodomys panamintinus
Espèce
Statut de conservation UICN

 LC  : Préoccupation mineure
Dipodomys panamintinus est une espèce de Rongeurs de la famille des Heteromyidae. C'est un petit mammifère qui fait partie des rats-kangourous d'Amérique. Cet animal est endémique du sud-ouest des États-Unis.
L'espèce a été décrite pour la première fois en 1894 par un zoologiste américain, Clinton Hart Merriam (1855-1942).

## Liste des sous-espèces
Selon Mammal Species of the World (version 3, 2005)  (17 nov. 2012) :
- sous-espèce Dipodomys panamintinus argusensis
- sous-espèce Dipodomys panamintinus caudatus
- sous-espèce Dipodomys panamintinus leucogenys
- sous-espèce Dipodomys panamintinus mohavensis
- sous-espèce Dipodomys panamintinus panamintinus